# Nectandra tomentosa
Nectandra tomentosa är en lagerväxtart som beskrevs av Van der Werff. Nectandra tomentosa ingår i släktet Nectandra och familjen lagerväxter. Inga underarter finns listade i Catalogue of Life.